# 2191 Uppsala
2191 Uppsala este un asteroid din centura principală, descoperit pe 6 august 1977 de Claes Lagerkvist.